# Бедонија
Бедонија (итал. Bedonia) је насеље у Италији у округу Парма, региону Емилија-Ромања.
Према процени из 2011. у насељу је живело 2136 становника. Насеље се налази на надморској висини од 533 м.

## Становништво
| 1931. | 1936. | 1951. | 1961. | 1971. | 1981. | 1991. | 2001. | 2011. |
| ----- | ----- | ----- | ----- | ----- | ----- | ----- | ----- | ----- |
| 7.767 | 7.953 | 7.723 | 6.704 | 5.330 | 5.250 | 4.443 | 3.823 | 3.617 |